# Societa Dante Alighieri
Societa Dante Alighieri er en forening, der blev stiftet i Italien i 1889 med det formål at udbrede kendskabet til italiensk sprog og kultur i hele verden. Blandt initiativtagerne var Giosuè Carducci, der fik nobelprisen i litteratur i 1906. Foreningen er opkaldt efter Dante Alighieri, forfatteren til Den Guddommelige Komedie.
Efter den fascistiske periode blev foreningen nystruktureret i 1948, og det blev fastsat, at foreningen skal udbrede studiet af italiensk sprog og kultur i hele verden, uafhængigt af politiske ideologier, national eller etnisk oprindelse og religioner. Foreningen er en fri sammenslutning af mennesker, ikke kun italienere, men alle mennesker overalt, som er forenede i deres kærlighed til italiensk sprog og kultur og den universelle humanistiske ånd, som disse repræsenterer.
Societa Dante Alighieri har i dag ca. 500 afdelinger spredt i hele verden. I Danmark er der afdelinger i København, Århus og Odense. I løbet af året er der i de enkelte afdelinger ca. 10-15 arrangementer, som dækker meget forskellige områder af italiensk kultur. Der er kurser, koncerter, film og foredrag, udflugter og også rejser til Italien. Arrangementerne kan være på italiensk eller på dansk – men alle fokuserer på de dansk-italienske kulturelle relationer.

## Eksterne links
- Wikimedia Commons har flere filer relateret til Societa Dante Alighieri
- De danske afdelingers hjemmeside
- Foreningens italienske hovedside